# Quốc lộ 20
De Quốc lộ 20 (nationale weg 20) is een weg in Vietnam, die loopt van Dầu Giây in de provincie Đồng Nai naar Đà Lạt in de provincie Lâm Đồng. De lengte van de nationale weg is ongeveer 230 kilometer. De weg gaat door veel bossen en bergen. Bekend zijn de Bảo Lộc-pas en de Prenn-pas. 
QL1 · QL1B · QL1K · QL2 · QL3 · QL4 · QL5 · QL6 · QL7A · QL7B · QL8A · QL8B · QL9A · QL9B · QL12 · QL12A · QL14 · QL14B · QL14C · QL14D · QL14E · QL15 · QL15 (Biên Hoà) · QL18 · QL20 · QL51 · QL55 · QL56